# Мёринг, Гюнтер
Гюнтер Мёринг (нем. Günther Möhring; 25 ноября 1936, Гера — 14 января 2006, Берлин) — немецкий шахматист; международный мастер (1976).
В составе сборной ГДР участник 16-й Олимпиады в Тель-Авиве (1964), где показал лучший результат на своей доске (11 из 13; +11 −1 =2).